# Głos – Socjalna Demokracja
Głos – Socjalna Demokracja (słow. HLAS – sociálna demokracia, HLAS-SD) – słowacka partia polityczna o profilu socjaldemokratycznym.

## Historia
Powstanie partii wiązało się z kryzysem w ramach ugrupowania Kierunek – Socjalna Demokracja. Formacja ta w wyniku wyborów w 2020 została odsunięta od władzy. Robert Fico nie zdecydował się jednak ustąpić z funkcji przewodniczącego. W rezultacie doszło do rozłamu w partii. W czerwcu 2020 były premier Peter Pellegrini opuścił SMER i ogłosił powstanie stronnictwa pod nazwą Głos – Socjalna Demokracja. Dołączyło do niego dziesięciu innych posłów do Rady Narodowej, w tym byli ministrowie Ľubica Laššáková, Richard Raši, Denisa Saková i Peter Žiga. Partia została zarejestrowana we wrześniu tego samego roku.
W październiku 2020 HLAS-SD po raz pierwszy w sondażu uzyskał najwyższe poparcie wśród słowackich partii politycznych. W wyborach w 2023 ugrupowanie zajęło trzecie miejsce z wynikiem 14,7% głosów (27 mandatów). Partia podpisała następnie porozumienie koalicyjne z formacją SMER oraz narodowcami. W październiku 2023 Peter Pellegrini został przewodniczącym Rady Narodowej, a członkowie ugrupowania dołączyli do nowego rządu Roberta Ficy. W 2024 lider partii zwyciężył w wyborach prezydenckich; w czerwcu tegoż roku nowym przewodniczącym formacji został Matúš Šutaj Eštok. W tym samym roku Głos – Socjalna Demokracja uzyskał jednoosobową reprezentację w Europarlamencie X kadencji.